# La Fête des Rois
La Fête des Rois (ou Fête des haricots) est une peinture de Jan Steen réalisée en 1668, aujourd'hui dans la Gemäldegalerie Alte Meister à Cassel en Allemagne.

## Description
Le tableau s'inscrit dans le courant des scènes de genre des peintres hollandais, reproduisant le quotidien avec une intention amusante. Ici, la scène se déroule durant la Fête des Rois. Au centre du tableau, Jan Steen s'est représenté sous les traits d'un gros homme joyeux, tandis que son fils apparaît à gauche avec la couronne du roi. La femme de Steen est également représentée ; elle vient de verser un verre à son fils pour qu'il célèbre sa royauté, aidé par sa grand-mère, et prend ses aises sur la chaise. Une autre garçon tient le vêtement de l'enfant comme une traîne de roi.
Malgré la légèreté du sujet, Steen n'en démontre pas moins une grande maîtrise, notamment dans le choix des couleurs, et un souci du détail, allant jusqu'à reproduire des coquilles d’œufs jetées par terre.
Le peintre a signé et daté sa toile dans le coin inférieur gauche.
En 1736, le tableau est mis aux enchères avec la succession de Jan von Loon. Elle appartient un temps au notaire Valerius Röver. Guillaume VIII de Hesse-Cassel fait l'acquisition du cabinet d'art complet dans lequel se trouve le tableau de Steen. L'œuvre est actuellement exposée au musée Gemäldegalerie Alte Meister.

## Sources
- (de)  Musée: « Gemäldegalerie Alte Meister Schloss Wilhelmshöhe »: Georg Westermann Verlag. Braunschweig, 2. Auflage 1982  (ISSN 0341-8634).
- Hans Konig, Vermeer et son temps, Pays-Bas, Time-Life International, 1973, 192 p., p. 86-87.